# Лацкович, Отто
Отто Лацкович (словац. Otto Lackovič; 5 апреля 1927, Глоговец — 4 февраля 2008, Прага, ЧССР) — словацкий актёр театра и кино.

## Биография
Работал в театрах Нитры, Михаловце , Прешова и Жилина. С 1955 до 1991 года играл в Пражском Театре Сатиры. В 1962 году — в пражском Městském театре.
Играл в кино. Мастер эпизода. С 1952 года снялся почти в 140 кино-, телефильмах и сериалах, хотя в основном в небольших ролях. Обычно изображал на экране бойких и бесстрашных персонажей, часто маргиналов общества (преступников, сумасшедших).
Умер от рака лёгкого.

## Избранная фильмография
- 1993 — Бессмертная тетушка — рыбак
- 1990 — Когда звезды были красными
- 1986 — Кто боится — бежит — Бигари
- 1977 — Тогда я согласен, шеф!
- 1976—1977 — Тридцать случаев майора Земана
- 1975 — Мыс Доброй надежды — Криз
- 1975 — Соло для слона с оркестром — эпизод
- 1974 — Трое невиновных
- 1971 — Последний выстрел Давида Сандела — Боб Джексан
- 1971 — Женщины вне игры — эпизод
- 1969 — Я убил Эйнштейна, господа — ассистент
- 1967 — Сегодня Доминика именинница
- 1967 — Маркета Лазарова — эпизод
- 1966 — Барышни придут позже — Врчни Карел
- 1963 — Смерть зовется Энгельхен — Ондра
- 1963 — Икар-1 — Михаил, координатор
- 1963 — Дорога через дремучий лес — Йожка Купонь
- 1961 — Песня о сизом голубе — муж Вероны
- 1960 — Факелы
- 1959 — Каникулы в облаках — пилот Гейдук
- 1959—105 % алиби — Карел Антош
- 1957 — Ян Гус
- 1957 — Бомба
- 1957 — Бравый солдат Швейк — офицер на вечеринке
- 1956 — Адвент
- 1956 — Против всех — Ондржей, сын пекаря Йоха
- 1955 — Сегодня вечером всё будет кончено — Карел Галуза
- 1955 — Мой друг Фабиан — Фабиан
- 1955 — Кадриль — Мишко, солдат
- 1955 — Загадка старой штольни — Рудольф Пециан
- 1955 — Ян Жижка — Ондржей, сын пекаря Йоха
- 1954 — Фрона — Юро
- 1954 — Серебряный ветер — Зах
- 1953 — Песни гор — Бобян
- 1953 — Над нами рассвет — Малина